# Cafelândia (São Paulo)
Cafelândia − miasto w Brazylii, w stanie São Paulo, leżące na wysokości 445 metrów nad poziomem morza.
W 2010 roku liczba mieszkańców wynosiła 16 612, powierzchnia: 919,860 km², gęstość zaludnienia: 18,06 osób/km².